# Pterolophia arcuata
Pterolophia arcuata là một loài bọ cánh cứng trong họ Cerambycidae.